# اللغة البالية
اللغة البالية هي لغة أوسترونيزية يتكلم بها سكان جزر بالي ولومبوك و شرق جاوة.

## مواقع
- "Balinese — so you want to learn a language" (بالإنجليزية). Archived from the original on 2020-10-24. Retrieved 2011-05-01. {{استشهاد ويب}}: الوسيط غير المعروف |description= تم تجاهله (help)